# Registre CNAME
Un registre de Nom Canònic (en anglès, Canonical Name record i abreujat com a registre CNAME) és un tipus de registre de recurs en el Domain Name System (DNS), emprat per especificar que un nom de domini és un àlies per un altre domini (el domini 'canònic').
Això pot ser útil quan s'executen múltiples serveis (com un servidor FTP i un servidor web, cadascú executant en ports diferents) des d'una mateixa adreça IP. Un pot, per exemple, apuntar ftp.exemple.com i www.exemple.com a l'entrada DNS per a exemple.com, que a la vegada té un registre que apunta a la adreça IP. Després, si l'adreça IP canvia alguna vegada, només cal enregistrar el canvi en un lloc dins de la xarxa: en el registre A del DNS per exemple.com.
Els registres CNAME han s'apuntar sempre a un altre nom de domini, mai directament a una adreça IP.